# Stura Vallis
Stura Vallis é um vale no quadrângulo de Elysium em Marte, localizado a 22.9° N e 217.6° W.  Possui 75 km de extensão e recebeu o nome de um rio clássico em Roma, Itália.